# Loggia nera
(da The Short Films of David Lynch)

L'agente Cooper, il Nano e Laura Palmer nella rossa sala d'attesa della Loggia Nera

La Loggia Nera (Black Lodge) è un luogo immaginario della serie televisiva statunitense I segreti di Twin Peaks.
È un luogo metafisico extradimensionale nel quale l'ordine degli eventi temporali umani viene stravolto e in cui non ha valore il rapporto causa-effetto. 
Ciò è in perfetta coerenza con la natura sovrannaturale della Loggia Nera che, in quanto luogo di confine tra la vita e la morte, offre parziali e ben limitate possibilità di comprensione al mondo umano.
Nella serie, l'agente Hawk (un nativo americano) afferma che la Loggia Nera nasce nella mitologia del suo popolo. Nel libro The Devil's Guard di Talbot Mundy viene associata con il Tibet anziché con i miti delle popolazioni native.

## Abitanti delle Logge
Gli abitanti della Loggia parlano in un distorto dialetto inglese e spesso parlano per enigmi e non sequitur. Ciò può essere visto come un parallelismo con alcune forme di sciamanesimo, nelle quali gli abitanti degli altri mondi a volte parlano alla rovescia. La presenza di mutaforma o di aspetti 'malvagi' della personalità di qualcuno, è probabilmente la caratteristica più spiazzante della Loggia. I mutaforma sono identici alla loro controparte nel mondo reale, con la sola eccezione degli occhi vitrei. Apparentemente esiste un mutaforma per ogni essere umano, vivente e non. Nella terza stagione, si scopre che alcuni abitanti della Loggia (tra cui MIKE) riescono a creare alcuni doppelgänger "artefatti" partendo da un seme (nella serie raffigurato come una piccola pallina dorata) e da un frammento di DNA della persona originale (come, ad esempio, una ciocca di capelli). Tali doppelgänger, hanno coscienza propria, ma per certi versi devono sottostare al volere di MIKE: egli, infatti, ha il potere di richiamarli nella Loggia e farli sparire.

## Descrizione
Il tempo sembra avere nessuna correlazione con questa dimensione: scorre normalmente, più lentamente o si ferma del tutto. Lo spazio è separato tra le varie stanze, collegate tra di loro da stretti corridoi e tende rosse.
Nella Loggia è inclusa la Red Room, altrimenti conosciuta come "la sala d'attesa", probabilmente un collegamento tra la Loggia Nera e la Loggia Bianca.
Una entrata per la Loggia Nera sembra essere situata nella Foresta del Ghostwood che circonda la città de I segreti di Twin Peaks. Una pozza di una sostanza simile a olio da macchine è circondata da 12 sicomori. Questo posto è conosciuto come Glastonbury Grove. Si dice che la chiave per entrare nella Loggia Nera sia la paura, in contrasto con la chiave della Loggia Bianca che è l'amore.
Un'altra caratteristica necessaria per entrare nella Loggia attraverso l'entrata a Glastonbury Grove è che Giove e Saturno siano in congiunzione. Quando tutto questo avviene e qualcuno si avvicina alla pozza del Glastonbury Grove, le tende rosse si materializzano dal nulla permettendo di entrare nella Loggia.
Alcuni ritengono che ci siano altri portali sparsi per il mondo: infatti, in una scena nella sceneggiatura di Fuoco cammina con me (non inclusa nel film, ma inclusa nei Missing Pieces presenti nella versione in DVD del 2014 del film) anticipa l'apparizione a sorpresa di Phillip Jeffries negli uffici dell'FBI di Filadelfia; la scena si svolge nell'atrio di un albergo di Buenos Aires dove alloggia Jeffries, quando quest'ultimo entra nell'ascensore, invece di scendere al piano dove si trova la sua stanza, si ritrova a Filadelfia. Secondo i file dell'FBI Jeffries è scomparso per due anni. L'esperienza che lui associa ad Albert, Cooper e Gordon Cole si potrebbe dire sia avvenuta a Buenos Aires, poiché l'albergo era l'ultimo luogo visitato. Nella terza stagione, ad ogni modo, viene dimostrata la presenza di altri ingressi per la Loggia anche in luoghi diversi da Twin Peaks, in quanto il doppelgänger di Cooper ne trova uno in Dakota del Sud. Jeffries, inoltre, nella stessa scena fa riferimento a un luogo tetro ed oscuro, che si troverebbe al di sopra di un convenience store (una sorta di minimarket), in cui gli spiriti si riunirebbero, e in cui il Nano e BOB hanno stretto l'accordo riguardante la garmonbozia. Tale luogo, viene anche mostrato, sia nel film che nella terza stagione, ed ha il potere di materializzarsi nello spazio e nel tempo, ma tuttavia non si sa se esso stesso sia la vera sede della Loggia o semplicemente un'altra dimensione intermedia. Tale luogo, era stato anche menzionato nel terzo episodio della prima stagione della serie, ma tuttavia ciò non risulta nella versione italiana a causa di un errore di adattamento presente in quell'episodio.
Le esperienze del maggiore Briggs e della Signora Ceppo mostrano anche come una persona può essere "rapita" senza che si trovi all'ingresso della Loggia, ma anche solo essendo molto vicino alla stessa. La Signora Ceppo era nei boschi quando è scomparsa ed anche il maggiore e Cooper campeggiavano nei boschi al momento della loro scomparsa. Questi eventi legano tutte e tre le scomparse alla Loggia.
Coloro che riescono a uscire dalla Loggia, almeno inizialmente, perdono le loro capacità cognitive.

## La Loggia Bianca e la Loggia Nera
Rimane poco chiaro se la Loggia Bianca e la Loggia Nera siano o meno reami separati. Si potrebbero interpretare le due Logge come un unico luogo; possibilità questa suggerita dal pavimento a specchio bianco e nero presente nella Loggia stessa. La teoria che pone le due logge sullo stesso piano è coerente con il tema della dualità che caratterizza la Loggia, riflettendo il concetto di Yin e yang.
È un pensiero comune che la Loggia Nera sia un regno di male assoluto che ha usurpato, assorbito o occupato la sua controparte Bianca, con la possibilità conseguente che la Loggia Bianca si sia trasformata nella sala d'aspetto rossa della Loggia Nera (permettendo comunque a spiriti benigni ed angeli di manifestarsi al suo interno), o che la sala d'aspetto sia una zona neutrale, e le azioni condotte dagli astanti determinino la loro appartenenza all'una o all'altra Loggia. Durante la seconda stagione Windom Earle mette in relazione una vecchia storia sulla Loggia Bianca con il Giardino dell'Eden, suggerendo che la Loggia Bianca sia potuta appartenere ad un tempo ormai perduto o dimenticato. Earle di contro descrive la Loggia Nera al presente, indicando forse che la stessa abbia sostituito la Loggia Bianca:
(Windom Earle)
L'agente Hawk, nativo americano, descrive le Logge come appartenenti a leggende del suo popolo:
(Hawk)
Un brano citato spesso nella serie recita:

## Influenza culturale
Il compositore della colonna sonora di Twin Peaks Angelo Badalamenti ha in seguito partecipato alla composizione di un brano intitolato appunto Black Lodge per l'album del 1993 Sound of White Noise della thrash metal band Anthrax.
Un luogo identico nell'aspetto alla Loggia Nera compare nella storia a fumetti L'ombra che sfidò Sherlock Holmes, edito dalla Bonelli Editore.